# 週刊なびTV
週刊なびTVは、2004年4月4日から2006年3月18日までNHKBS2で放送されたテレビ番組である。

## 概要
若い世代に向けた音楽や映画、演劇、アートなどの総合エンターテインメント情報番組であった。公開前の映画情報や新曲のリリース情報を扱った。

## 放送時間
- 2004年度：土曜 24:00 - 25:00
- 2005年度：金曜 23:30 - 24:30

## 司会
- 加藤晴彦
- 吉田恵（2004年度）
- 優木まおみ（2005年度）